# Le Blizz
Le Blizz est une patinoire située dans le parc des Gayeulles à Rennes (Ille-et-Vilaine) en région Bretagne. Sa surface occupe 2700m², elle propose une piste olympique (60m sur 30m), et une piste ludique pour les amateurs (52m sur 20m) ainsi que des gradins. Elle est utilisée par différentes associations dont le club de hockey des Cormorans, l’association Rennes danse et patinage sur glace, et le Club des sports de glace.
La patinoire accueille compétitions officielles de hockey, patinage artistique, danse sur glace, ringuette et autres sports de glisse. La gestion de la patinoire a été confiée à la Société PSR (Patinoire Skating de Rennes).
La patinoire fut le lieu des championnats de France 2005 de patinage artistique en décembre 2004. Elle a été fréquentée par plus de 138 000 personnes en 2014, elle est la deuxième patinoire la plus fréquentée de France.
Depuis 2023, la ville de Rennes a décidé de faire un déglaçage estival de la patinoire de juin à septembre, alors elle devient un terrain de rollers le temps de l'été.